# 21-ша зенітна дивізія (Третій Рейх)
21-ша зенітна дивізія (нім. 21. FlaK-Division) — зенітна дивізія Вермахту, що діяла протягом Другої світової війни у складі Повітряних сил Третього Рейху.

## Історія з'єднання
Штаб 21-ї зенітної дивізії був сформований у березні 1943 року під командуванням XII/XIII Люфтгау командування (Дармштадт). Першим командиром дивізії став генерал-лейтенант Курт Штойдеманн з розміщенням командного пункту дивізії в Дармштадті. Головним завданням нового з'єднання ППО було командування всіма протиповітряними силами в районі Франкфурта-на-Майні, зокрема охорона об'єктів промисловості та району Саарбрюкен-Трієр-Люксембург-Лотарингія-Кобленц. На початку листопада 1943 року дивізія мала у своєму складі:
- 29-й зенітний полк, зенітна група Франкфурт-на-Майні,
- 49-й зенітний полк — зенітна група Мангейм
- 169-й зенітний полк як зенітна група Саарбрюккен
- 189-й зенітний полк як зенітна група Майнц-Вісбаден.
- 70-й прожекторний полк
- 109-й зенітний полк та
- 139-й прожекторний полк

На той час дивізія налічувала 67 важких і 33 середніх і легких зенітних батареї. Крім того, в її штаті було 45 прожекторних батарей, 4 батареї повітряних загороджень і дві роти димових завіс. У зв'язку з виконанням додаткових завдань, у березні 1944 року штат дивізії був збільшений і передислокований до Вісбадена. До вересня 1944 року 21-ша зенітна дивізія підпорядковувалася командуванням різного рівня. Ці організаційно-штатні зміни стосувалися і підпорядкованих формувань, так що організація дивізії змінювалася кілька разів. На цей час вона була організована наступним чином:
- 29-й зенітний полк, зенітна група Франкфурт-на-Майні,
- 49-й зенітний полк — зенітна група Мангейм
- 179-й зенітний полк як зенітна група Швайнфурт
- 189-й зенітний полк як зенітна група «Майнц».
- 109-й прожекторний полк
- 119-й прожекторний полк

До кінця грудня 1944 року, як і у решті зенітних дивізій, вогнева міць 21-ї зенітної дивізії була значно збільшена. В цей час вона складалася з 156 важких і 54 середніх і легких батарей. Крім того, дивізія також мала 29 прожекторних батарей, 4 зенітні батареї і 6 димових рот. У зв'язку з розвитком ситуації на заході з лютого 1945 року 21-ша зенітна дивізія була підпорядкована IV корпусу ППО для ведення наземних бойових дій. Задіяна у важких боях при відступі сухопутних військ вермахту, командний пункт штабу дивізії до середини березня знаходився спочатку в Дармштадті, а потім в районі Аугсбурга (Баварія). Там їхні частини продовжували брати участь у боях в районі Гюнцбург-Нойштадт. Наприкінці війни штаб дивізії потрапив у полон до союзників під Кройтом.

## Райони бойових дій
- Німеччина (1 березня 1943 — 8 травня 1945).

## Командування

### Командири
- генерал-лейтенант Курт Штойдеманн (1 березня 1943 — 6 червня 1944)
- генерал-лейтенант Ернст Буффа (6 червня — 30 листопада 1944)
- оберст Еріх Греплер (нім. Erich Gröpler) (1 грудня 1944 — 8 травня 1945).

### Підпорядкованість
| Час        | Корпус | Командування/Флот              | Штаб      |
| ---------- | ------ | ------------------------------ | --------- |
| 1943       |        |                                |           |
| 1 березня  | —      | XII/XIII Командування Люфтгау  | Дармштадт |
| 1944       |        |                                |           |
| 1 січня    | —      | XII Командування Люфтгау       | Дармштадт |
| 1 березня  | —      | XII Командування Люфтгау       | Вісбаден  |
| 1 квітня   | —      | VII Командування Люфтгау       | Вісбаден  |
| 24 вересня | —      | XIV Командування Люфтгау       | Вісбаден  |
| 1945       |        |                                |           |
| 1 січня    | —      | XIV Командування Люфтгау       | Вісбаден  |
| 23 лютого  | —      | Командування Люфтваффе «Захід» | Вісбаден  |

### Склад
| 1 листопада 1943        | 1 вересня 1944      | 1 грудня 1944           |
| ----------------------- | ------------------- | ----------------------- |
| 29-й зенітний полк      |                     |                         |
| 49-й зенітний полк      |                     |                         |
| 169-й зенітний полк     | —                   | —                       |
| —                       | 179-й зенітний полк | 179-й зенітний полк     |
| 189-й зенітний полк     |                     |                         |
| 70-й прожекторний полк  | —                   | —                       |
| 109-й прожекторний полк | —                   | 109-й прожекторний полк |
| 119-й прожекторний полк |                     |                         |
| 139-й прожекторний полк | —                   | —                       |